# Мирослав Иванов (политик)
Вижте пояснителната страница за други личности с името Мирослав Иванов.
Мирослав Николаев Иванов е български юрист, заместник-председател на XLVII народно събрание. От 16 юни 2022 г. до 2 август 2022 г.е временно изпълняващ длъжността председател на XLVII НС, след като Никола Минчев е освободен от поста.

## Биография
Мирослав Иванов е роден на 1 юни 1986 г. в Ямбол, Народна република България. Завършва право в Юридическия факултет на Софийския университет „Св. Климент Охридски“ през 2009 година. Започва кариерата си като адвокатски сътрудник през 2010 г., а след няколко години става член на Софийската адвокатска колегия.

## Личен живот
Иванов е сгоден за началника на политическия кабинет на правителството на Кирил Петков и депутат от „Продължаваме промяната“ в XLVII народно събрание Лена Бориславова.